# Interestatal 57 (Illinois)
La Interestatal 57 (abreviada I-57) es una autopista interestatal ubicada en el estado de Illinois. La autopista inicia en el sur desde la Frontera de Misuri hacia el norte en la I 94     en Chicago. La autopista tiene una longitud de 576,9 km (358.47 mi).

## Mantenimiento
Al igual que las carreteras estatales, las carreteras federales, la Interestatal 57 es administrada y mantenida por el Departamento de Transporte de Illinois por sus siglas en inglés IDOT.

## Cruces
La Interestatal 57 es atravesada principalmente por la  I 80  IL 6 .